# Marsupella funckii
Marsupella funckii ist eine Moosart der Ordnung Jungermanniales.

## Merkmale
Die Stämmchen sind reich verästelt und bilden wenige Stolonen (Ausläufer). Sie bilden dichte, schwarzgrüne Rasen von 0,5 bis 1 Zentimeter Höhe. Die Pflanzen sind maximal einen Millimeter breit. Die Blätter sind kahnförmig, stehen sparrig ab; ausgebreitet sind sie abgerundet quadratisch. Auf einem Drittel bis Hälfte der Länge sind sie eingeschnitten, sodass zwei dreieckige, spitze bis stumpfe Lappen entstehen. In der Blattmitte sind die Zellen 12 bis 14 × 15 bis 20 Mikrometer groß und in den Ecken dreieckig verdickt. Jede Zelle enthält zwei Ölkörper. Die weiblichen Hüllblätter sind größer als die Blätter. Ein Perianth ist vorhanden.

## Verbreitung und Standorte
Die Art kommt in Europa und Nordamerika vor. In Deutschland ist sie in Gebirgen verbreitet zu finden, in tiefen Lagen nur selten. Sie wächst auf festen, kalkfreien Böden, über Kalk nur auf entkalkter Erde.

## Belege
- Jan-Peter Frahm, Wolfgang Frey, J. Döring: Moosflora. 4., neu bearbeitete und erweiterte Auflage (= UTB für Wissenschaft. Band 1250). Ulmer, Stuttgart 2004, ISBN 3-8001-2772-5 (Ulmer) & ISBN 3-8252-1250-5 (UTB).